# NGC 6236
NGC 6236 é uma galáxia espiral barrada (SBc) localizada na direcção da constelação de Draco. Possui uma declinação de +70° 46' 48" e uma ascensão recta de 16 horas, 44 minutos e 34,3 segundos.
A galáxia NGC 6236 foi descoberta em 28 de Junho de 1884 por Lewis A. Swift.